# Apamea ochracea
Apamea ochracea là một loài bướm đêm trong họ Noctuidae.